# Jotamario Arbeláez
Jotamario Arbeláez es el seudónimo del publicista,  periodista y poeta colombiano José Mario Arbeláez Ramos (Cali, 1940), integrante del movimiento nadaísta a partir de 1960, cuyo fundador fue el poeta Gonzalo Arango, en 1958, junto a otros compañeros antioqueños.
Dice el escritor caleño en la revista Bocas, edición 127, de abril-mayo de 2023, que se une al grupo de los nadaístas cuando Gonzalo  Arango viaja a la Tertulia de Cali, en 1960, a presentar el movimiento y sus ideas: " Yo era un camaján de barriada que solo brillaba en la pista de baile.Quería ser un gran hombre...pero no tenía cómo dar la talla.Oí por la radio que en Medellín había aparecido una horda de jóvenes insurgentes que pretendían cambiarlo todo y se dejaban crecer el pelo. Éstos son de los míos, me dije.A los pocos días  se anunció la llegada a Cali de Gonzalo  Arango, que venía a predicar su evangelio de la nueva oscuridad. Así que calcé  mis sandalias y marché  a recibir el mensaje." ( Revista Bocas, edición 127, abril-mayo 2023, p. 52.).
Esta misma información se confirma en  la entrevista  titulada "Del nadaísmo y la Generación sin nombre: un diálogo entre poetas", publicada  en el Magazín del periódico El Espectador, el lunes 11 de noviembre de 2024:
Al respecto dice el autor:
"Oí por la radio que en Medellín se había creado un grupo de jóvenes anarquistas que fumaban pipa, las mujeres andaban con medias negras y minifalda, y entraban en los bares de hombres donde antes solo entraban las coperas. Quedé bastante intrigado. Estaba terminando el bachillerato en Cali en el colegio de Santa Librada. Prometían que iban a cambiar el mundo y su nombre era los nadaístas".(El Espectador, Magazín, 11 de noviembre de 2024).
Lo acompañaron muy pronto otros jóvenes, rebeldes e insatisfechos,que vivían en Cali,  y que se unirían también al movimiento nadaísta:  X-504,  Elmo Valencia,  Fanny Buitrago, Alfredo Sánchez, Diego León Giraldo, Melchor y Dukardo Hinestrosa. (Gonzalo Arango en sus Reportajes, tomo I, publicados por la Corporación Otraparte y la Editorial Eafit, 2021, precisa esta información (pp. 157-166).
Se cree que fue uno de los nadaístas más beligerantes. Su poesía y su prosa se caracterizan por el humor negro, el erotismo, el desenfado, la irreverencia social, el tono  antimoralista, y  el lenguaje directo, voluntariamente prosaico y contundente.
Actualmente se desempeña como columnista del  periódico El Tiempo. En la columna habla a repetición de sí mismo, sus perros, y sus premios.

## Obras
- El profeta en su casa (1966)
- El libro rojo de  Rojas (1970)
- Mi reino por este mundo (1981)
- La casa de la memoria (1986)
- Doce poetas nadaístas de los últimos días (Antología, 1986)
- El espíritu erótico (1990)
- El cuerpo de ella (1999)Her Body-bilingual edition Spanish & English (2015)
- Nada es para siempre (Antimemorias de un nadaísta, 2002)
- Mi reino por este mundo, los poemas de la vida (2023)

Ha Publicado además las obras de algunos nadaístas, como Obra Negra de Gonzalo Arango y la obra poética de Darío Lemos. 

## Reconocimientos
- Concurso Nacional de Poesía auspiciado por Editorial La Oveja Negra y la Revista Golpe De Dados, 1980.
- Premio nacional de Instituto Colombiano de Cultura, 1985
- Premio de poesía Instituto Distrital de Cultura, 1999
- Premio internacional  de poesía Valera Mora, Caracas, 2008